# خون‌فام زوفایی
خون فام زوفایی (نام علمی: Lythrum hyssopifolia) نام یک گونه از سرده خون‌فام است.